# Hockey Namur
 (janvier 2022).
Si vous disposez d'ouvrages ou d'articles de référence ou si vous connaissez des sites web de qualité traitant du thème abordé ici, merci de compléter l'article en donnant les références utiles à sa vérifiabilité et en les liant à la section « Notes et références ».
Maillots
Dernière mise à jour : 10 septembre 2014.
Le Hockey Namur est un club de hockey sur gazon présent à Jambes (Namur) depuis 1912.

## Historique
Sur le plan historique, le RHCN peut se targuer d'être un des plus anciens de Belgique. Sa création remonte à 1912. 

 Le centenaire est célébré avec comme date de départ des festivités le samedi 17 mars, date du bal annuel 2012. Des évènements ponctuels seront proposés tout au long de l'année afin d'entamer le nouveau centenaire du club de manière mémorable.